# 美里湖街道
美里湖街道，是中华人民共和国山東省济南市槐荫区下辖的一个乡镇级行政单位。

## 行政区划
美里湖街道下辖以下地区：
南沙社区、新沙社区、西沙社区、美丽新居社区、西沙王庄村、刘七沟村、郑家店村、鲁唐庄村、北王家庄村、新沙王庄村、邱家庄村、李家寺村、美里庄村、南沙王庄村、范家庄村、蒋家庄村、邹家庄村和段家庄村。